# Media battuta
La media battuta (batting average in lingua inglese), nel baseball, è la statistica data dal rapporto tra il numero totale delle battute valide e il numero totale dei turni alla battuta.
Nelle statistiche viene abbreviata in AVG o BA. La notazione generalmente usata per esprimerla consiste in 3 cifre decimali precedute da un punto, senza lo 0 iniziale, e viene letta come se si trattasse di un numero intero. Ad esempio, si scrive .300 e si legge "trecento".
La media battuta è una delle tre statistiche considerate per l'assegnazione della tripla corona dei battitori, insieme ai fuoricampo e ai punti battuti a casa.

## Record

### Major League Baseball

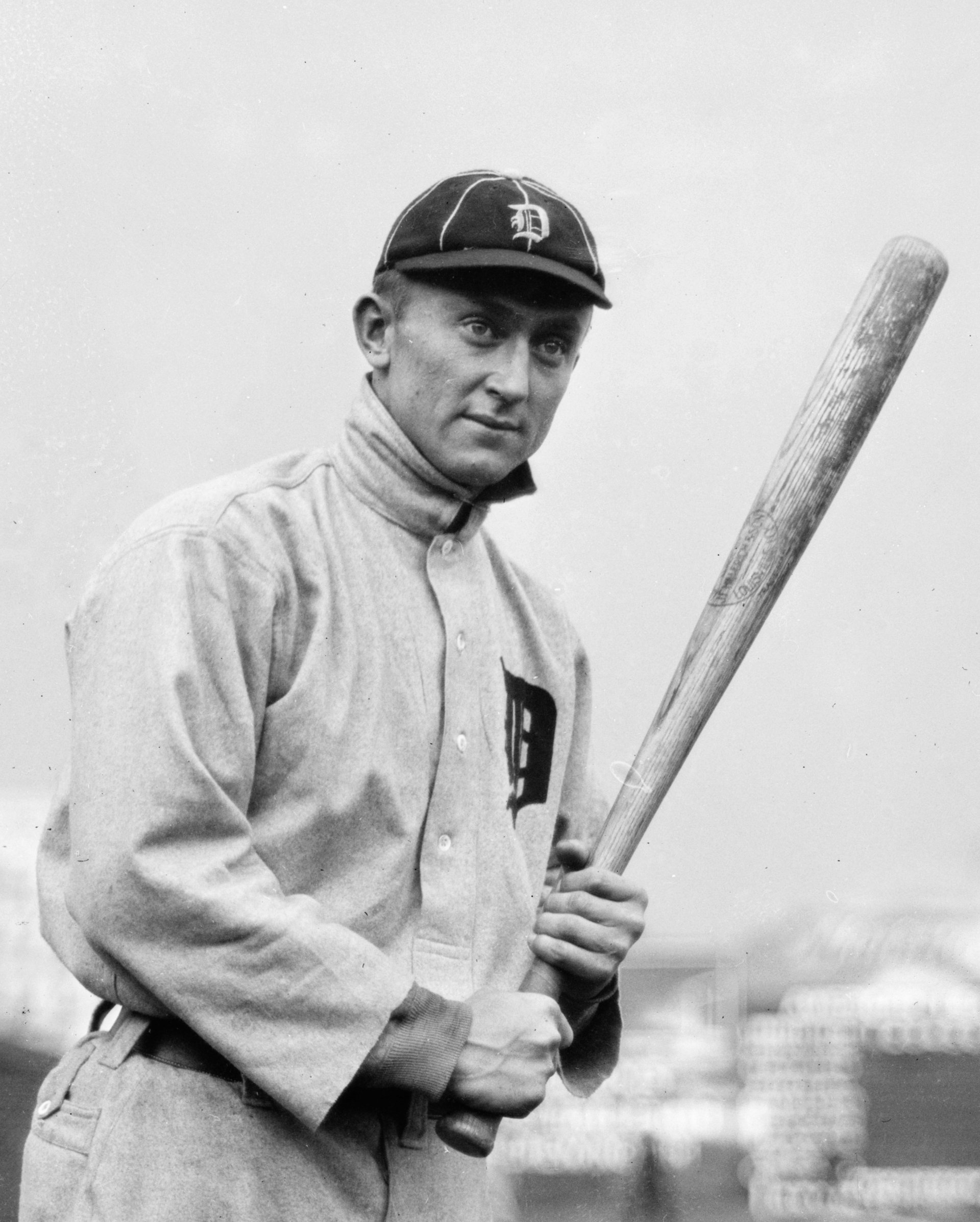
Ty Cobb, detentore della miglior media battuta in carriera nella MLB

Classifica dei primi tre giocatori della Major League Baseball (MLB) per media battuta in carriera, aggiornata al termine della stagione 2018:
1. Ty Cobb - .366
2. Rogers Hornsby - .358
3. Shoeless Joe Jackson - .356

Classifica delle migliori tre prestazioni stagionali, aggiornata al termine della stagione 2018:
1. Hugh Duffy (1894) - .440
2. Tip O'Neill (1887) - .435
3. Ross Barnes (1876) - .429

### Campionato italiano
Nel campionato italiano di baseball vengono distinti i record ottenuti con le mazze di alluminio da quelli realizzati con le mazze in legno.
Classifica dei primi tre giocatori del campionato italiano di baseball per media battuta in carriera, con le mazze di alluminio:
1. Roberto Bianchi - .384
2. Edward Orrizzi - .355
3. Giuseppe Carelli - .353

Classifica dei primi tre giocatori del campionato italiano di baseball per media battuta in carriera, con le mazze in legno:
1. Giorgio Castelli - .415
2. Giampiero Faraone - .357
3. Orlando Munoz - .346

Classifica delle tre migliori prestazioni stagionali con le mazze di alluminio:
1. Giorgio Castelli (1974, Parma Baseball) - .523
2. John Robert Long (1983, Santarcangelo) - .492
3. Kim Andrew (1978, Bollate Baseball Club) e Federico Bassi (1998, Modena Baseball) - .477

Classifica delle tre migliori prestazioni stagionali con le mazze in legno:
1. Manuel Francois (2001, Nettuno Baseball Club) - .431
2. Giorgio Castelli (1973, Parma Baseball) - .426
3. Greg Martinez (2003, Bbc Grosseto) - .425